# Zion Suzuki
Zion Suzuki (Japans: 鈴木 彩艶, Suzuki Zion) (Newark, 21 augustus 2002) is een Japans voetballer die sinds 2024 uitkomt voor Parma Calcio 1913. 

## Clubcarrière

### Urawa Red Diamonds
Suzuki werd geboren in Newark als vader met Ghanese roots en een Japanse moeder.
Suzuki genoot zijn jeugdopleiding bij Urawa Red Diamonds, waar hij op de leeftijd van zestien jaar en vijf maanden zijn eerste profcontract ondertekende. Hiermee werd hij de jongste speler uit de clubgeschiedenis met een profcontract. Op 2 maart 2021 maakte hij zijn officiële debuut in het eerste elftal van de club: in de bekerwedstrijd tegen Shonan Bellmare mocht hij aan de wedstrijd beginnen. Op 9 mei 2021 maakte hij tegen Vegalta Sendai zijn debuut in de J1 League. In het seizoen 2021 stond hij zeventien keer onder de lat bij Urawa Red Diawonds (zes keer in de competitie, negen keer in de J.League Cup). Op 19 december 2021 won hij als bankzitter de Beker van de keizer, weliswaar zonder dat hij in dat toernooi in actie was gekomen.
In het seizoen 2022 AFC Champions League 2022 stond Suzuki slechts achtmaal in doel bij Urawa Red Diamonds: naast twee competitie- en twee bekerwedstrijden speelde hij ook vier groepswedstrijden in de AFC Champions League. Op 6 mei 2023 kroonde Urawa Red Diamonds zich tot eindwinnaar van dat toernooi. Het was de tweede prijs van het jaar voor Suzuki, die op 12 februari 2022 ook al (als bankzitter) de Japanse Supercup had gewonnen na een 0-2-zege tegen landskampioen Kawasaki Frontale.

### STVV
In augustus 2023 werd Suzuki, die in het seizoen 2023 enkel bekerwedstrijden speelde voor Urawa Red Diamonds, voor een seizoen uitgeleend aan de Belgische eersteklasser STVV, die sinds 2017 in Japanse handen is. Hiervoor was hij nadrukkelijk in beeld bij Manchester United. Manchester United deed hem een aanbod, maar de doelman verkoos STVV.
Tijdens zijn eerste weken in België bleef Suzuki nog aan de kant ten voordele van zijn landgenoot Daniel Schmidt, maar op 27 augustus 2023 kreeg hij tegen Cercle Brugge zijn eerste kans in doel. Suzuki verdween daarna nog nauwelijks uit beeld: in de competitiewedstrijden miste hij slechts vier wedstrijden door zijn deelname aan de Asian Cup, daarnaast mocht Jo Coppens ook de bekerwedstrijden tegen Francs Borains en KAA Gent spelen. Suzuki presteerde in zijn debuutseizoen met ups and downs, maar dat belette STVV niet om in de winter van 2024 de aankoopoptie in het huurcontract van de Japanner al te lichten.

### Parma Calcio
In juli 2024 versierde Suzuki een transfer naar Parma Calcio 1913, dat zich een paar maanden eerder had verzekerd van een terugkeer naar de Serie A. Parma betaalde een som die met bonussen kon oplopen tot tien miljoen euro. Suzuki kreeg op de openingsspeeldag van de Serie A een basisplaats tegen ACF Fiorentina (1-1-gelijkspel) en verdween daarna niet meer uit beeld. Op de vierde competitiespeeldag zat hij wel een schorsingsdag uit nadat hij tegen SSC Napoli rood had gekregen, maar vijf dagen later kreeg de Japanner weer de voorkeur op Leandro Chichizola, de kampioenendoelman van het seizoen daarvoor.

## Interlandcarrière
In 2017 nam Suzuki met Japan –17 deel aan het WK onder 17 in India. Hij kwam er niet in actie, in tegenstelling tot Kosei Tani en Togo Umeda. In 2019 nam hij met Japan –20 deel aan het WK onder 20 in Polen, opnieuw zonder te spelen, ditmaal ten voordele van Tomoya Wakahara. In juni 2021 selecteerde bondscoach Hajime Moriyasu hem voor de Olympische Zomerspelen 2020 in eigen land, maar ook ditmaal stond hij in de schaduw van Kosei Tani. Een jaar later kwam hij op de Asian Cup onder 23 in Oezbekistan, waar Japan derde werd, wél in actie.
Op 19 juli 2022 maakte Suzuki zijn interlanddebuut voor Japan: op het Oost-Aziatisch kampioenschap voetbal in eigen land liet bondscoach Hajime Moriyasu hem de eerste groepswedstrijd tegen Hongkong spelen. Japan won deze wedstrijd met 6-0 en won het toernooi uiteindelijk ook.